# Lasioglossum spinodorsum
Lasioglossum spinodorsum is een vliesvleugelig insect uit de familie Halictidae. De wetenschappelijke naam van de soort is voor het eerst geldig gepubliceerd in 1991 door Fan & Wu.